# Western & Southern Open 2013
Western & Southern Open 2013 года — 112-й розыгрыш ежегодного профессионального теннисного турнира среди мужчин и женщин, проводящегося в американском городе Мейсон и являющегося частью тура ATP в рамках серии Мастерс и тура WTA в рамках серии Премьер 5.
Турнир прошёл с 12 по 19 августа. Соревнование продолжало североамериканскую серию хардовых турниров, подготовительную к сентябрьскому Открытому чемпионату США. Одиночные соревнования также входили в зачёт бонусной US Open Series.
Прошлогодние победители:
- в мужском одиночном разряде —  Роджер Федерер
- в женском одиночном разряде —  Ли На
- в мужском парном разряде —  Роберт Линдстедт и  Хория Текэу
- в женском парном разряде —  Андреа Главачкова и  Луция Градецкая

## US Open Series
К четвёртой соревновательной неделе борьба за бонусные призовые выглядела следующим образом:
| Поз.  | Игрок                  | Турниров 1 | Побед | Очков |
| ----- | ---------------------- | ---------- | ----- | ----- |
| 1     | Джон Изнер             | 2          | 1     | 115   |
| 2     | Рафаэль Надаль         | 1          | 1     | 100   |
| 3     | Хуан Мартин дель Потро | 2          | 1     | 85    |
| 4     | Милош Раонич           | 1          |       | 70    |
| 5     | Кевин Андерсон         | 2          |       | 60    |
| 6-7   | Новак Джокович         | 1          |       | 45    |
| 6-7   | Вашек Поспишил         | 1          |       | 45    |
| 8     | Маринко Матошевич      | 2          |       | 40    |
| 9     | Денис Истомин          | 2          |       | 30    |
| 10-16 | Ришар Гаске            | 1          |       | 25    |
| 10-16 | Эрнест Гулбис          | 1          |       | 25    |
| 10-16 | Николай Давыденко      | 1          |       | 25    |
| 10-16 | Дмитрий Турсунов       | 1          |       | 25    |
| 10-16 | Томми Хаас             | 1          |       | 25    |
| 10-16 | Райан Харрисон         | 1          |       | 25    |
| 10-16 | Ллейтон Хьюитт         | 1          |       | 25    |

* — Золотым цветом выделены участники турнира.
1 — Количество турниров серии, в которых данный участник достиг четвертьфинала и выше (ATP Masters 1000) или 1/8 финала и выше (ATP 250 и ATP 500)
К четвёртой соревновательной неделе борьба за бонусные призовые выглядела следующим образом:
| Поз.  | Игрок               | Турниров 1 | Побед | Очков |
| ----- | ------------------- | ---------- | ----- | ----- |
| 1     | Агнешка Радваньская | 3          |       | 105   |
| 2     | Серена Уильямс      | 1          | 1     | 100   |
| 3-4   | Сорана Кырстя       | 2          |       | 95    |
| 3-4   | Доминика Цибулкова  | 2          | 1     | 95    |
| 5     | Саманта Стосур      | 2          | 1     | 85    |
| 6-7   | Виктория Азаренко   | 1          |       | 45    |
| 6-7   | Ли На               | 1          |       | 45    |
| 8-9   | Ана Иванович        | 2          |       | 40    |
| 8-9   | Петра Квитова       | 2          |       | 40    |
| 10-11 | Роберта Винчи       | 2          |       | 30    |
| 10-11 | Урсула Радваньская  | 2          |       | 30    |

* — Золотым цветом выделены участники турнира.
1 — Количество турниров серии, в которых данный участник достиг четвертьфинала и выше (Premier) или 1/8 финала и выше (Premier 5 и Premier Mandatory)

## Соревнования

### Мужчины. Одиночный турнир
Рафаэль Надаль обыграл  Джона Изнера со счётом 7-6(8), 7-6(3).
- Надаль выигрывает свой 9-й титул в сезоне и 59-й за карьеру в основном туре ассоциации.
- Изнер уступил свой 2-й финал в сезоне и 9-й за карьеру в основном туре ассоциации.

### Женщины. Одиночный турнир
Виктория Азаренко обыграла  Серену Уильямс со счётом 2-6, 6-2, 7-6(6).
- Азаренко выигрывает свой 3-й титул в сезоне и 17-й за карьеру в туре ассоциации.
- Уильямс уступила свой 2-й финал в сезоне и 17-й за карьеру в туре ассоциации.

### Мужчины. Парный турнир
Боб Брайан /  Майк Брайан обыграли  Марселя Гранольерса /  Марка Лопеса со счётом 6-4, 4-6, [10-4].
- Боб выигрывает свой 10-й титул в сезоне и 91-й за карьеру в основном туре ассоциации.
- Майк выигрывает свой 10-й титул в сезоне и 93-й за карьеру в основном туре ассоциации.

### Женщины. Парный турнир
Се Шувэй /  Пэн Шуай обыграли  Анну-Лену Грёнефельд /  Квету Пешке со счётом 2-6, 6-3, [12-10].
- Се выигрывает свой 3-й титул в сезоне и 12-й за карьеру в туре ассоциации.
- Пэн выигрывает свой 3-й титул в сезоне и 10-й за карьеру в туре ассоциации.